# Боярское (Сокольский район)
Боя́рское — деревня в Сокольском районе Вологодской области на реке Корбыш.
Входит в состав Чучковского сельского поселения, с точки зрения административно-территориального деления — в Чучковский сельсовет. Расположена к югу от автодороги А123.
Расстояние по автодороге до районного центра Сокола — 73 км, до центра муниципального образования Чучкова — 12 км. Ближайшие населённые пункты — Прудовка, Агафоново, Яковково, Кувшиново.
По переписи 2002 года население — 15 человек.